# Villavieja (Castellón)
Villavieja (oficialmente y en valenciano la Vilavella), es un municipio de la provincia de Castellón en la Comunidad Valenciana, España. Perteneciente a la comarca de la Plana Baja. Cuenta con 3084 habitantes (INE 2022) 

## Geografía
La localidad se halla situada en el sector suroriental de la provincia de Castellón, al pie de una estribación de la sierra de Espadán, cuyas elevaciones últimas aparecen como internadas en la Plana, la cual presenta aquí su anchura mínima. La distancia a la costa es aproximadamente de siete kilómetros.
Resalta el contraste tan acentuado que ofrecen sus dos sectores: la zona perteneciente a la Plana y la parte montañosa, que se eleva bruscamente a las espaldas del pueblo, abarcando buena parte de su término, y que se halla por completo cubierta de matorral, con escasas formaciones arbóreas.
La localidad va ganando altura desde el llano hasta la zona más antigua, que se empina en la misma falda del cerro del Castillo.
Su clima es mediterráneo.
Se accede a esta villa desde Castellón de la Plana tomando la CV-10 y luego la CV-223. 

### Localidades limítrofes
El término municipal de Villavieja está rodeado totalmente por el término municipal de Nules.

## Historia
Villavieja, núcleo fundacional de la actual Nules, es de origen romano, se conoce un santuario hispanorromano, excavado en 1979, emplazado en la cima de la montaña de Santa Bárbara. No obstante, los orígenes de la actual población hay que situarlos en la época de ocupación musulmana, cuando se construyó un castillo que sirvió para aglutinar la población dispersa.
La primera carta de naturaleza de Villavieja viene dada por la población musulmana que se asentó en el castillo que se rindió al rey Jaime I de Aragón en la primavera de 1238. A principios del siglo XIII se fundó la Puebla Nueva de Nules, origen de la ciudad de Nules, cuyo actual término municipal corresponde al del antiguo castillo árabe, permaneciendo el núcleo antiguo con el nombre de Vilavella de Nules. El castillo, antiguo castillo medieval de Nules, era cabeza de una Baronía que comprendía además de la actual Villavieja, las alquerías de Aigües Vives, Mezquita, Rápita o Moncófar, Beniezma, Mascarell, la Pobla, la Seyt, Benicató y la Alcudia, esta Baronía fue donada por Jaime I a Guillem de Montcada en 1251. Una vez extinguido el señorío de los Montcada, en 1314 el feudo pasa a Gilabert de Centelles, será por estas fechas cuando se funda la población de la actual Nules, quedando en el núcleo de Villavieja de Nules la población morisca hasta su expulsión en 1609. Dos años después Cristóbal de Centelles, marqués de Nules, repobló la Villa Vieja de Nules con 29 cabezas de familia.
En 1715 contaba 310 habitantes, y desde aquel momento hasta 1990 incrementó su población, aunque en los últimos 20 años su población mantiene una constante tendencia a descender debido al envejecimiento de la población.

## Administración
| Periodo   | Nombre                                                                                | Partido                  |
| --------- | ------------------------------------------------------------------------------------- | ------------------------ |
| 1979-1983 | Filiberto Flors Molés                                                                 | UCD                      |
| 1983-1987 | Filiberto Flors Molés                                                                 | PDL                      |
| 1987-1991 | Sebastián Martínez Arnau                                                              | PPCV                     |
| 1991-1995 | Sebastián Martínez Arnau                                                              | PPCV                     |
| 1995-1999 | Pascual Casino Adsuara                                                                | PPCV                     |
| 1999-2003 | Pascual Casino Adsuara                                                                | PPCV                     |
| 2003-2007 | José Luis Jarque Almela                                                               | PPCV                     |
| 2007-2011 | José Luis Jarque Almela                                                               | PPCV                     |
| 2011-2015 | José Luis Jarque Almela                                                               | PPCV                     |
| 2015-2019 | Carmen Navarro Roig (2015-2017) Manel Martínez Grau (2017-2019)                       | IxLV PSPV-PSOE           |
| 2019-2023 | Manel Martínez Grau (2019) Carmen Navarro Roig (2019-2022) Sebastià Roglà (2022-2023) | PSPV-PSOE IxLV PSPV-PSOE |
| 2023-act. | Carmen Navarro Roig (2023-2025) Ana Belén Carratalà (2025-act.)                       | IxLV PPCV                |

## Demografía
Villavieja cuenta con una población de 3073 habitantes (INE 2024).
| Gráfica de evolución demográfica de Villavieja entre 1842 y 2021 |
| |
| Población de derecho según los censos de población del INE Población de hecho según los censos de población del INEEn estos censos se denominaba Villavieja: 1842, 1857, 1860, 1877, 1887, 1897, 1900, 1910, 1920, 1930, 1940, 1950, 1960, 1970, 1981 y 1991 |

| 1990  | 1992  | 1994  | 1996  | 1998  | 2000  | 2002  | 2004  | 2005  | 2007  | 2008  | 2009  | 2010  | 2011  | 2012  | 2013  | 2019  | 2024  |
| ----- | ----- | ----- | ----- | ----- | ----- | ----- | ----- | ----- | ----- | ----- | ----- | ----- | ----- | ----- | ----- | ----- | ----- |
| 3.495 | 3.443 | 3.442 | 3.413 | 3.401 | 3.366 | 3.366 | 3.360 | 3.363 | 3.368 | 3.418 | 3.397 | 3.357 | 3.321 | 3.281 | 3.272 | 3.157 | 3.073 |

## Economía
La economía local está basada fundamentalmente en la agricultura con claro predominio del cultivo de cítricos, pero en estos momentos hay un porcentaje alto de la población que está trabajando en la cerámica, en los distintos polígonos industriales de Nules, Villarreal o Vall de Uxó.
Hay en la localidad una Cooperativa Citrícola y un almacén de cítricos que emplean a un buen número de personas de la población en la época de la cosecha de la naranja.

## Monumentos

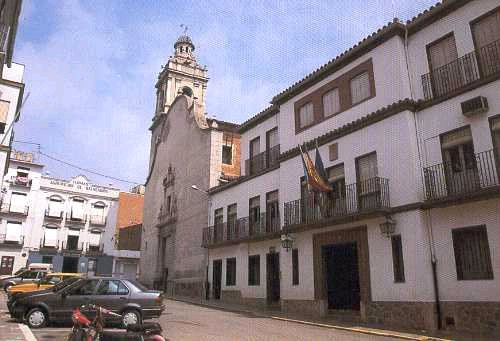
Iglesia Parroquial y Ayuntamiento.

### Monumentos religiosos
- Iglesia parroquial Sagrada Familia. Dedicada a la Sagrada Familia, es de estilo corintio, fue inaugurada en 1756 y restaurada en 1951.
- Ermita de San Sebastián. Se sitúa junto al casco urbano del municipio y data, la actual, de 1934; puesto que la primitiva desapareció con la explotación de la cantera, al estar situada en la ladera del cerro del castillo y en medio de la extracción de roca efectuada para la creación de las defensas del puerto de Burriana. A pocos metros de la mencionada ermita se encuentra la gruta de Nuestra Señora de Lourdes, reproducción de la gruta de la localidad francesa del mismo nombre.

### Monumentos civiles

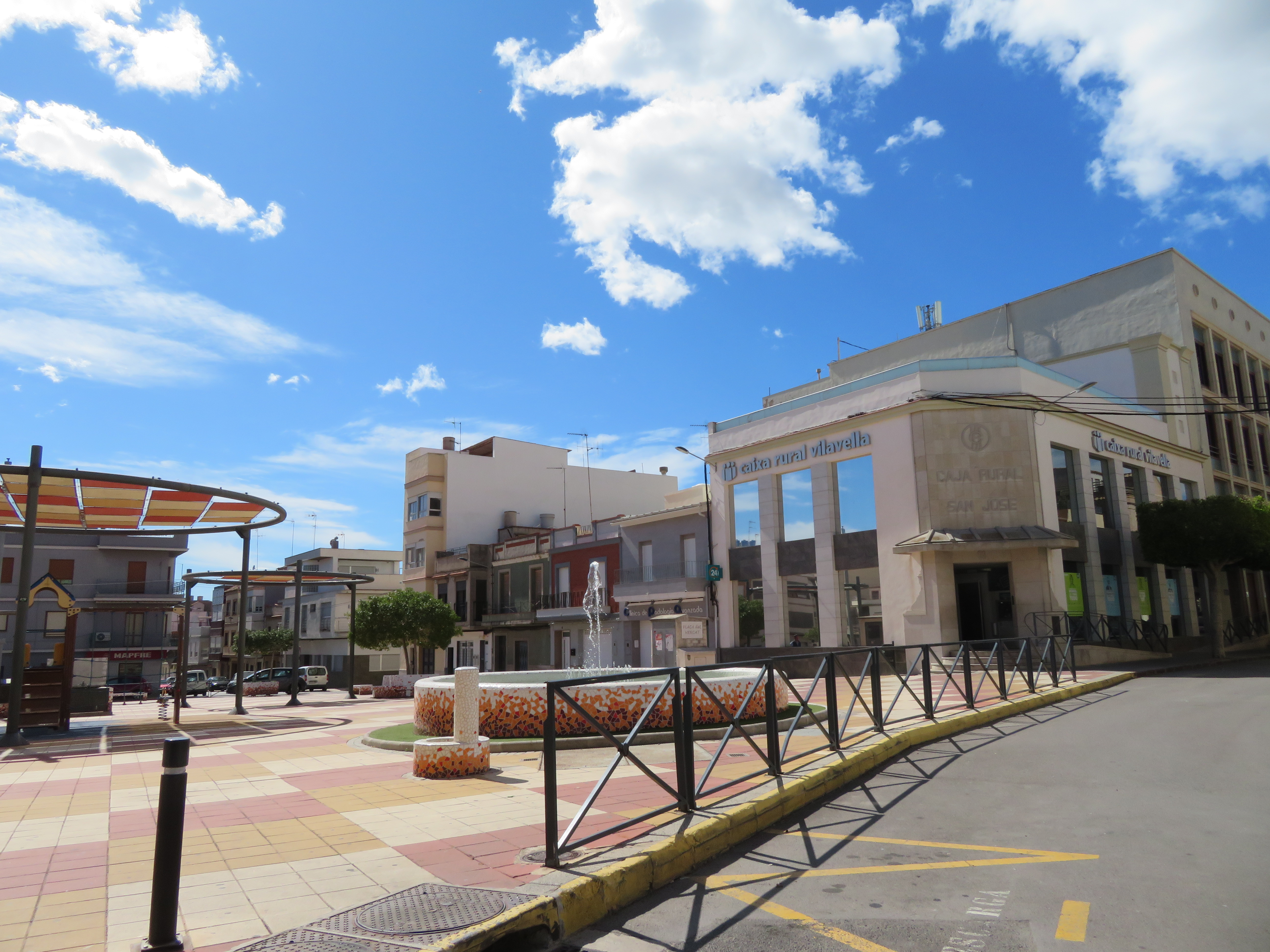
La Vilavella

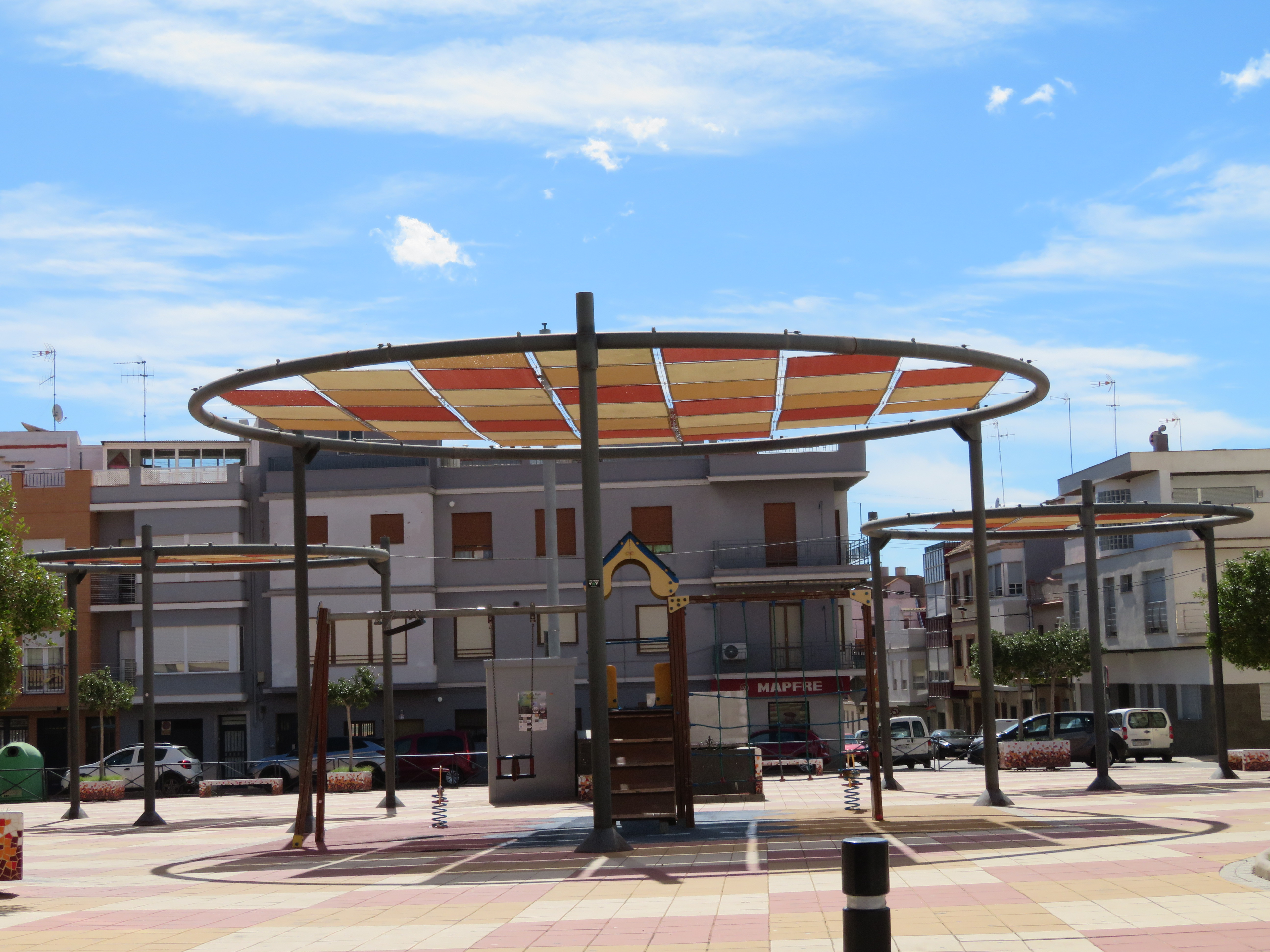
Plaza del Mercado

- La VilavellaPlaza del MercadoCastillo de Villavieja. Construido por los musulmanes en el siglo X. Conquistado en el 1238 por el rey Jaime I, pasando en el año 1250 a manos de la familia Montcada y posteriormente a los Centelles. En estado ruinoso conserva una interesante cisterna de la época árabe y un pavimento de azulejos de Manises de la capilla de San Jaime (siglo XV).

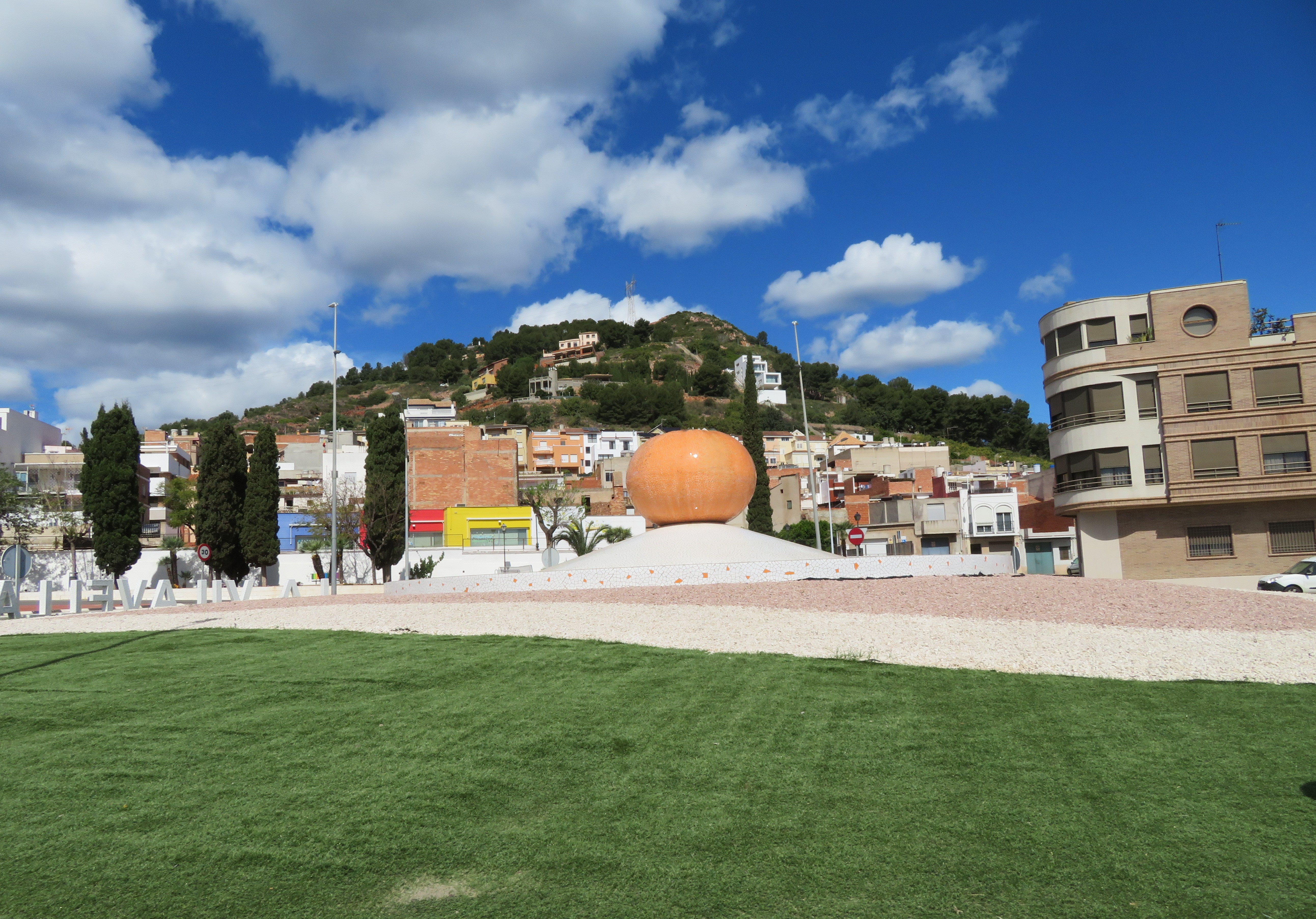
Panorámica del municipio de La Vilavella

## Lugares de interés

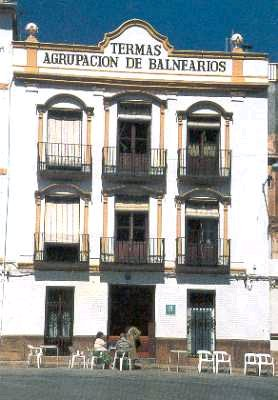
Balneario.

- Jardín de la Glorieta. En este jardín se encuentran diversos elementos interesantes como: La Fuente Calda, manantial de aguas termales que nace en el mismo lugar donde está ubicada la fuente. Las virtudes medicinales de dichas aguas eran ya conocidas por los romanos. Manan a una temperatura de 27 °C. Dentro del mismo recinto está ubicado el edificio del Cervelló, donde se ubica el Museo de Historia de la Villa y un lavadero público (curioso testimonio etnológico).
- Balneario de Villavieja. Ya en época romana eran utilizadas sus aguas termales. En la actualidad la población cuenta con un balneario, que aprovecha las propiedades curativas de las aguas del subsuelo. A principios del siglo XIX la población contó con 11 balnearios.

## Fiestas
- San Sebastián. Se celebra el 20 de enero, con una feria y romería a la ermita del Santo.
- Fiesta Santos de la Piedra. Tienen lugar el último fin de semana de julio y primera semana de agosto.
- San Roque. Tienen lugar en torno al 16 de agosto, festividad del santo.
- San Joaquín. Tienen lugar en torno a la última semana de agosto.
- Fiesta de la Villa. Tiene lugar en el mes de septiembre, con verbenas, toros y celebraciones religiosas.

La localidad goza de mucha popularidad en la zona debido a las celebraciones de festejos taurinos. Multitud de personas se acercan a cada una de las festividades para vivir sus tradiciones, ya que en cada festividad llevan toros de hierros de primera categoría, dando al Bous al carrer la importancia que necesitan.

## Gastronomía
De la gastronomía de Villavieja destacan:
- Olla de la Plana. Plato típico de la localidad con los siguientes ingredientes: cardos, nabos, alubias, chirivías, carne de cordero, algún hueso de cerdo y morcilla.
- Pasteles de San Sebastián. Se confeccionan con confitura de boniato para las fiestas de San Sebastián en enero.

## Personas célebres
- Manuel Vicent, escritor.